# Excalibur (película)
Excalibur es una película británico-estadounidense de 1981 que cuenta la leyenda del rey Arturo, basándose en la obra de Thomas Malory La muerte de Arturo. Está dirigida por John Boorman y protagonizada por Nigel Terry, Helen Mirren, Nicol Williamson y Nicholas Clay.
En los Estados Unidos, en el año del estreno fue la decimoctava película más taquillera: recaudó 34 millones de dólares. Las armaduras fueron diseñadas por Bob Ringwood.

## Argumento
La película cuenta la leyenda del Rey Arturo desde la perspectiva de la espada de Arturo, Excálibur. En la Edad Oscura de Inglaterra, después de la retirada de las tropas del Imperio Romano, las diferentes tribus enfrentadas en la isla luchan entre ellas para tener un Rey. El hechicero Merlín recupera la espada mágica Excalibur de la Dama del Lago para el caballero Uther Pendragon, quien es declarado Rey para unir a las tribus de Inglaterra. 
Mientras el duque de Cornualles muere en una batalla para defender a su castillo; a cambio de entregarle a su futuro hijo, Merlín ayuda al Rey Uther a seducir a Igrayne, la esposa del duque, con un hechizo mágico con el que Merlín hace ver al Rey Uther como el propio duque de Cornualles. Después de esto, Igrayne se casa con Uther Pendragon y da a luz a Arturo. Entonces llega Merlín, que se lleva al niño para cumplir con el pacto entre ellos. Pero Uther decide cambiar el plan, traicionar a Merlín y perseguirlo por el bosque para recuperar al niño. Sin embargo, es emboscado por los hombres del duque Cornualles buscando venganza. El rey Uther es herido, y mientras trata de escapar moribundo por el bosque, clava desesperado Excalibur en una piedra; a la vez que Merlín ve todo lo que pasa oculto desde el bosque, ya que con sus poderes mágicos logra desaparecer de la vista de los hombres, y declara que quien saque la espada de la piedra será el nuevo Rey de Inglaterra.
Merlín confía a su amigo Ector la crianza de Arturo, un campesino del lugar, quien se convierte en escudero del joven aspirante a caballero Kay, el hijo mayor de Ector. Siendo joven, la familia de Ector participa en las justas para competir por el derecho a tratar de sacar la espada de la roca y ser reconocido como el nuevo Rey de Inglaterra. El joven Arturo busca la espada de su hermano, robada por un campesino de la tienda levantada en el campo, junto a la explanada de las justas de los caballeros. Arturo lo persigue por el bosque y llega hasta la roca, de donde trata de sacar la espada, al sentirse atraído hacia ella por su magia. Logra sacar Excalibur de la piedra fácilmente, demostrando que es el heredero legítimo del Rey Uther. En ese momento, aparece Merlín en medio del bosque y explica que Arturo es el hijo del Rey Uther y la princesa Igrayne, y que lo dejó bajo el cuidado de su amigo Ector, quien reconoce la veracidad de la historia y se arrodilla frente a su hijo Arturo, reconocido por algunos como el nuevo Rey de Inglaterra. 
El caballero Leodegrance jura lealtad al Rey Arturo, pero se enfrentan a la oposición de los caballeros cuando disputan la realeza en las justas de batalla. Rechazan a Arturo por ser un bastardo y no aceptan que un escudero sea el nuevo Rey de Inglaterra. Arturo escapa en medio de la disputa con la espada en su cintura, busca a Merlín en el bosque y juntos desaparecen con los poderes mágicos de Merlín, mientras se inicia una batalla entre los caballeros, que defienden el castillo de Leondegrance y a su hija Ginebra. Entonces llega Arturo, que con el poder de Excalibur, la ayuda de Merlín el mago y su capacidad para hablar con los animales y la ayuda de otras familias, derrotan al caballero rebelde  Uryens, a quien en medio de la batalla perdona su vida, llegando a entregarle a Excalibur y proponiéndole que lo nombre caballero, para así ser digno del reconocimiento como Rey. Una vez investido, Arturo se levanta, toma la espada y todos le juran lealtad. En las celebraciones posteriores se enamora de Ginebra, con quien quiere casarse, pese a la advertencia de Merlín de que algún día ella se enamorará de otro y pondrá en peligro su reino. Años después, Arturo se encuentra con el invicto caballero Lancelot, quien estaba junto a un puente desafiando a combatir para pasar por él a quienquiera que se atreviese. Arturo estaba acompañado por Merlín, el cual, cansado de los combates entre los hombres, no interviene en esta disputa con su magia. Arturo acepta el desafío de Lancelot, se inicia el combate y Arturo invoca el poder de Excalibur para derrotar a Lancelot, aunque en el proceso rompe la espada, ya que la lanza de Lancelot también tenía una magia propia. 
La Dama del Lago interviene, repara la espada con su magia y se la devuelve a un Arturo arrepentido, levantando su mano sobre el agua. Merlín le pide a Arturo tomar la espada de su mano para mantener la unidad de su reino y Lancelot le jura lealtad como caballero. Unificando la tierra, Arturo y sus caballeros luchan algunas batallas contra pueblos vecinos, resultando vencedores de todas las batallas gracias al poder de Excalibur y a la magia de Merlín el mago; y acuerdan crear la Mesa Redonda, un salón rodeando la mesa y un castillo rodeando el salón, además de construir un nuevo pueblo y el castillo de Camelot para vivir en paz. Arturo decide tomar a Ginebra como esposa y manda a Lancelot para que la escolte hasta él. Enamorados en secreto el uno del otro, Lancelot acompaña a Ginebra a su boda con el Rey Arturo, declarando que su lealtad al Rey Arturo supera incluso a su amor por ella. Durante la boda, la media hermana del Rey Arturo; la princesa Morgana, quien no puede heredar la corona y gobernar la nación; le revela a Merlín que ella es una hechicera, que tiene poderes naturales desde su nacimiento y que quiere aprender más junto a él para tener más poder con su magia. Posteriormente, el caballero Lancelot se encuentra con un joven en el campo que le cocina un conejo y promete servirlo como escudero: es el joven Perceval. Lancelot lo lleva al pueblo del castillo de Camelot para que pueda convertirse en su escudero y llegue a ser un caballero en el futuro.
Influenciado por Morgana, el caballero Gawain, borracho en una fiesta en el castillo de Camelot, acusa a la Reina Ginebra de traicionar al Rey Arturo y tener un romance con el caballero Lancelot. Ella lo niega, y se establece un duelo por su inocencia. Resuelto a defender la ley como juez imparcial, Arturo no puede defender el honor de Ginebra él mismo. Cuando ningún caballero campeón se atreve a enfrentarse a Gawain en el combate y luchar por la reina, al sospechar que el engaño es cierto, el escudero Perceval da un paso adelante y se ofrece como campeón del rey. Pero Lancelot llega en ese momento al castillo de Camelot y combate para defender el honor de la reina. En una batalla muy terrible, derrota al caballero Gawain, perdonándole la vida y ordenándole pedir disculpas a la reina. Luego Lancelot, herido por la batalla, abandona el castillo de Camelot y se oculta en el bosque. 
Al retirarse al bosque para curar sus heridas, el caballero Lancelot es seguido por la Reina Ginebra, quien está profundamente conmovida y agradecida por salvar su honor, además de profundamente enamorada del apuesto caballero Lancelot. Es por eso que escapó durante la noche del castillo de Camelot, lo siguió y acabaron haciendo el amor en el bosque. Merlín aparece y se lo confirma a Arturo con una visión de su magia, quien los busca en el bosque y los encuentra con la ayuda de Merlín, teniendo intención de matarlos por su traición. Pero por el respeto y amistad hacia Lancelot, les perdona la vida y clava a Excalibur en el suelo, entre los amantes dormidos. Mientras la princesa Morgana se encuentra con Merlín cuando regresan a Camelot y le pide que acepte ser su maestro en la magia, Merlín es empalado por la espada Excalibur por su vínculo mágico con la tierra. Aprovechando esto, Morgana lo engaña, lo atrapa en una pared de hielo y le roba su encantamiento de creación.
La princesa Morgana seduce a su hermano el Rey Arturo con la ayuda de sus poderes mágicos, ahora fortalecidos por los poderes de Merlín. Para ello, asume la forma de la Reina Ginebra y hacen el amor, dando ella después a luz a un hijo, el príncipe heredero Mordred, para ser el futuro Rey de Inglaterra como legítimo heredero al trono del Rey Arturo. Es entonces cuando una maldición cae sobre el reino, infectando la tierra con hambre y enfermedad. Arturo, debilitado por un rayo mágico de Morgana, que busca su muerte para lograr que su hijo Mordred se convierta en el nuevo rey. Mordred, un muchacho malvado y perverso, pero un gran luchador gracias a la magia de Morgana, derrota a todos los caballeros de Arturo en diferentes batallas por la nación. Arturo, que vive aislado en el castillo de Camelot, viejo y enfermo, afectado por la magia de Morgana, envía a sus caballeros a buscar el Santo Grial con la esperanza de restaurar la tierra y liberarlo del hechizo mágico de Morgana. Mientras, Merlín permanece atrapado en una tumba de hielo en una cueva bajo Stonehenge incluso después de muchos años; él no muere porque Morgana lo mantiene con vida para robar su magia. 
Muchos caballeros mueren en la búsqueda del Santo Grial o son hechizados por la poderosa magia de Morgana para ponerse al servicio de su hijo Mordred y de la hechicera, gobernando el reino devastado desde las sombras. Pero el joven caballero Perceval resiste sus ataques, por la bondad de su corazón y amor al rey Arturo. Mordred llega a la edad adulta y exige la corona de Arturo, jurando tomar Camelot por la fuerza. Perceval, que sigue viajando por el reino buscando el Santo Grial, encuentra a muchos caballeros muertos y colgados de árboles, derrotados por el ejército de Mordred y afectados por los hechizos mágicos de Morgana. Incapaz de salvar al caballero Uryens del ataque de Mordred, Perceval se encuentra con un enloquecido Lancelot, que ha renunciado a su título de caballero y se ha convertido en un monstruo de pelo y barba larga, un ser malvado y oscuro al servicio de Mordred y Morgana, que lo ataca.
Perceval queda gravemente herido, casi ahogándose en un río después de una dura lucha contra su antiguo maestro Lancelot, ahora entregado a las fuerzas del mal por los hechizos mágicos de Morgana. Antes de morir, Perceval es transportado en una visión del sol al lugar donde se oculta el Santo Grial, donde demuestra ser digno  por la bondad en su corazón y sus sinceras intenciones de rescatar al reino, luchar contra las tinieblas y derrotar a la malvada hechicera Morgana. Entonces, se recupera, cura sus heridas y le lleva el Santo Grial a Arturo. Arturo bebe del Santo Grial y se revitaliza junto con la tierra, curándose de su enfermedad, rejuveneciendo y llamando al caballero Kay para reunir sus fuerzas restantes y luchar contra el ejército de su hijo Mordred. Arturo, al mando de su nuevo ejército, encuentra a Ginebra en un convento y se reconcilian. Entonces, ella le devuelve la espada Excalibur, abandonada por el propio Arturo en el bosque tiempo atrás, y el amor entre ellos triunfa sobre los sentimientos de rencor, odio y venganza que Arturo pudo alguna vez albergar. Al mismo tiempo en Stonehenge, el poder del amor de Arturo y Ginebra libera a Merlín de su trampa de hielo, quien invoca el poder del dragón y aparece para hablar con Arturo en lo alto del castillo de Camelot, donde tienen una última conversación en la que anuncia su despedida del mundo, pues ahora los hombres deberán buscar su propio destino. 
Merlín aparece en la tienda de campaña de Morgana, donde inicia su batalla personal contra la hechicera, a quien engaña diciéndole tener una nueva y poderosa magia. Le dice que pronuncie el encantamiento de la creación, pero esto perjudica a Morgana, que agotan sus poderes y envuelve el campo de batalla en una densa niebla. Mordred entra en la tienda de Morgana y descubre la verdadera identidad de su madre, ya envejecida y afectada por la magia de Merlín, y la asesina con disgusto. 
Arturo y sus hombres cargan y luchan contra las fuerzas de Mordred, utilizando la niebla y el aliento del dragón a su favor, con la magia de Merlín en su última batalla junto a los hombres. Lancelot despierta de su embrujo y se recupera de la magia de Morgana, acudiendo en ayuda de Arturo, con quien se reconcilia como amigo. Ambos luchan juntos contra el ejército de Mordred, pero Lancelot es herido gravemente, y, después de pedir que lo perdone, muere como un verdadero caballero en la batalla. 
En la batalla final, Arturo resulta mortalmente herido por una lanza que Mordred le clava, pero logra acercarse a él y matarlo con la espada Excalibur. Antes de morir, ordena al caballero Perceval, el más fuerte de todos sus caballeros y salvador del reino, que le prometa que lanzará la espada Excalibur al agua, ya que la espada se alzará de nuevo en un futuro para un rey digno. Perceval lanza a Excalibur y entonces la Dama del Lago la atrapa, desapareciendo con ella bajo el agua. Perceval, habiendo cumplido su promesa de lanzar Excalibur al agua, vuelve junto a su rey y observa cómo Arturo es llevado en un barco hacia Avalon.

## Reparto
Contó con los actores Nigel Terry como el Rey Arturo, Helen Mirren como Morgana, Nicol Williamson como Merlín y Nicholas Clay como Lancelot. Como la película fue rodada en Irlanda, varios de los empleados y de los actores son originarios de dicho país, como por ejemplo, Patrick Stewart que hizo el papel del rey Leodegrance, Gabriel Byrne que hizo el papel de Uther Pendragon, Liam Neeson que hizo el papel de Sir Gawain, Neil Jordan y Ciarán Hinds.
Varios integrantes de la familia Boorman tuvieron papeles menores, lo cual provocó que a menudo se llamara a Excalibur como «el proyecto familiar de los Boorman». Los hijos de Boorman, Katrine y Charley, actuaron como Igraine y Sir Mordred, respectivamente.

## Producción
Muchos de los escenarios se crearon con la idea original de The Lord of The Rings, y ciertas escenas evocan a la comedia realizada en 1975 por Monty Python en la película Los caballeros de la mesa cuadrada y sus locos seguidores.

### Rodaje
La película fue rodada casi íntegramente en Irlanda, cerca del condado de Wicklow, donde Boorman tiene su casa. Algunos de estos lugares son el castillo de Cahir (uno de los mayores castillos de Irlanda), la cascada Powerscourt (donde Arturo se enfrenta a Lancelot), y el parque nacional Montañas de Wicklow, en el que se encuentra el Lago Tay (de donde surge la espada Excalibur). El rodaje empezó en abril de 1980 y duró 26 semanas.

### Banda sonora
La música es del compositor Trevor Jones, quien además toma algunos pasajes de la obra Carmina Burana, de Carl Orff; y también de obras wagnerianas como Tristán e Isolda, Parsifal y El ocaso de los dioses (Marcha fúnebre de Sigfrido).

## Adaptación
La película se apoya en la adaptación que Rospo Pallenberg hizo de la obra La muerte de Arturo, escrita por Sir Thomas Malory en 1485. La adaptación despoja a la obra de Malory de muchos detalles considerados de menor significación, para concentrarse en la leyenda artúrica como un mito que refleja el ciclo vital del nacimiento, vida y declive. Asimismo, los elementos cristianos, presentes en la obra original, son omitidos en la película. El resultado es un filme que se concentra en la mitología y simbolismo alrededor de la leyenda. Arturo es presentado en el filme como el Rey Herido, cuyo reino se convierte en un páramo que será rescatado gracias al Grial. Curiosamente, el Grial no está inspirado en el Santo Grial cristiano, sino más bien en la simbología celta del caldero mágico. Boorman justificó la simbología utilizada, aduciendo que la película no está basada en la verdad histórica, sino en la verdad mítica.
De este modo, la trama de la película está intencionalmente separada de todo contexto histórico, por lo cual no es posible fijar con exactitud la época en que la trama se desarrolla.

## Clasificaciones y versiones
La primera vez que se estrenó en Reino Unido en 1981, la película tenía una duración de 140 minutos y 30 segundos, y fue clasificada por la British Board of Film Classification con una restricción para mayores de 14 años. Un año más tarde, en 1982, se modificó la restricción de edad para mayores de 15.

## Secuelas
El documental titulado Behind the Sword in the Stone muestra entrevistas con el director y con algunos actores del reparto, tales como Terry, Mirren, Stewart, Neeson, Byrne, Lunghi, y Charley Boorman.

## Premios y reconocimientos

### Festival de Cannes
| Año  | Categoría                  | Persona      | Resultado |
| ---- | -------------------------- | ------------ | --------- |
| 1982 | Mejor fotografía           | Alex Thomson | Nominado  |
| 1982 | Best Artistic Contribution | John Boorman | Ganador   |

### Palma de Oro
| Año  | Persona      | Resultado |
| ---- | ------------ | --------- |
| 1981 | John Boorman | Nominado  |